# Jean-Yves Haberer
Pour les articles homonymes, voir Haberer.
Jean-Yves Haberer, né le 17 décembre 1932 à Mazagan (protectorat français au Maroc) et mort le 31 mars 2025 à Amiens, est un inspecteur des finances, directeur de plusieurs cabinets ministériels, directeur du Trésor à partir de 1978, président de Paribas en 1982-1986, puis du Crédit Lyonnais en 1988-1993 dont il est tenu responsable de la retentissante quasi-faillite.

## Biographie

### Instruction
À l'Institut d'études politiques de Paris, dont il sort major, Jean-Yves Haberer se lie avec Christian Bourgois, Jacques Chirac et Michel François-Poncet.
En 1959, Jean-Yves Haberer sort de l'ENA second de sa promotion.

### Parcours professionnel

#### Haute fonction publique
En 1966, jeune conseiller technique (à 33 ans) de Michel Debré, ministre de l’Économie et des Finances, il redessine le paysage financier français en organisant la fusion des établissements nationalisés, donnant naissance à la BNP, à l'UAP, aux AGF et au GAN.
En 1969, il devient directeur de cabinet de Michel Debré, ministre des Affaires étrangères. Il le suit au ministère de la Défense, toujours comme directeur de cabinet.
En 1976, il est directeur de cabinet de Michel Durafour, ministre de l'économie, puis de ses successeurs, Robert Boulin et René Monory.
Il est nommé directeur du Trésor en 1978. Il participe à la mise en place du système monétaire européen. Il est le premier à créer une fonction de directeur de cabinet du directeur du Trésor, y nommant Élisabeth Guigou.
En 1981, après la victoire de François Mitterrand, il ne conteste pas la légitimité du nouveau pouvoir. Il y gagne, en 1982 la présidence de Paribas, nouvellement nationalisé, qu'il relève après la tentative avortée de Pierre Moussa de faire échapper la banque à la nationalisation, mais Édouard Balladur met fin à ses fonctions en 1986.

#### Présidence du Crédit lyonnais
Lorsque la gauche revient, en 1988, il est nommé président du Crédit Lyonnais par Pierre Bérégovoy.
Ambitieux, il multiplie les acquisitions bancaires hasardeuses, laisse à ses filiales la bride sur le cou, gonfle son portefeuille de participations industrielles, une stratégie obstinément offensive malgré une conjoncture économique difficile. Sous sa direction, le Crédit lyonnais possède bientôt le premier réseau bancaire européen. Il est entré dans le capital de 1 500 sociétés (dont Usinor-Sacilor pour 20 %). Une partie de la presse comme le quotidien Le Monde salue alors celui qui a « sacrément réveillé » le monde bancaire. En quatre ans, le bilan de la banque augmente de 80 % pour dépasser 1 900 milliards de francs, davantage que le budget annuel de la France. Le Crédit lyonnais a également acquis un énorme portefeuille dans l'immobilier, le foncier et le loisir de 100 milliards de francs (15 milliards d'euros). Or en 1992, l’immobilier s’effondre.
Les mauvaises surprises apparaissent vite, avec les dossiers de la participation dans IBSA, du financement de Bernard Tapie et de la société financière SASEA, par exemple, ou celui du rachat de la Metro-Goldwyn-Mayer (MGM). Jugeant que le nouveau propriétaire de la MGM, Giancarlo Parretti en dépit des ennuis judiciaires que celui-ci a connu en Italie, est « un personnage hors du commun », Jean-Yves Haberer « ne s'inquiète [pas] des engagements du Lyonnais » vis-à-vis de l'homme d'affaires italien. Bien que n'ignorant rien de la situation désastreuse de l'entreprise de cinéma, il ne provisionne pas les pertes estimées ce qui « affecte gravement la sincérité des comptes de l'exercice 1991 » de la banque. Informé très exactement des risques encourus tant dans le cadre de la SASEA que des actifs immobiliers de Michel Pelège, Jean-Yves Haberer présente un bilan 1991 avec « des résultats plus qu'honorables : 750 millions de francs de bénéfices en social et 4 milliards en consolidé ».
La situation change cependant à l'issue de l'exercice 1992 : c'est l'apparition des premiers déficits, pour un total de 1,8 milliard de francs. En mars 1994, Jean-Yves Haberer doit annoncer une perte monumentale de 6,9 milliards de francs pour l'année 1993.
Entre-temps, en novembre 1993, Jean-Yves Haberer a été remercié et nommé président du Crédit national, où il ne restera pas. Jean Peyrelevade son successeur se prononçant sur la gestion du groupe jugera que « certaines des disciplines élémentaires de notre métier ont été complètement oubliées ».
Le Crédit lyonnais ne cesse plus de défrayer la chronique entre la faillite proprement dite, l'affaire Adidas avec Bernard Tapie et l'affaire Executive Life  absorbant quelque 15 milliards d'euros d'aides de l'État.

### Parcours professoral
De 1964 à 1970, Jean-Yves Haberer est maître de conférences à l'IEP de Paris. En 1970, il y est nommé professeur. De cette date à 1982, il enseigne les finances publiques à l'IEP de Paris, au sein de la section Service Public. « Jouissant d'un grand prestige », son cours étant alors un incontournable de la formation des futurs élèves de l'ENA.

## Affaire judiciaire
Jean-Yves Haberer et François Gille, l'un de ses anciens directeurs généraux, seront respectivement condamnés le 23 février 2005 par la cour d'appel de Paris à dix-huit et neuf mois de prison avec sursis dans l'affaire des comptes frauduleux de la banque. Ils devront également verser 1 € de dommages-intérêts au Crédit lyonnais. Les deux hommes ont été reconnus coupables de présentation de comptes inexacts, de diffusion de fausses informations ou de nature trompeuse, ainsi que de distribution de dividendes fictifs, au cours des exercices 1991, 1992 et du premier semestre 1993 du Crédit lyonnais.
En janvier 2008, le Conseil d'État confirme la décision de février 2006 de la Cour de discipline budgétaire et financière qui a condamné Haberer à une amende de 59 000 € (au titre de
sa présidence d'Altus Finance). Cette condamnation est la seule sanction pécuniaire qui incombera à l'ancien banquier.
Longtemps silencieux, Jean-Yves Haberer a publié, en 1999, un livre-plaidoyer, Cinq ans de Crédit lyonnais (Ramsay). Les critiques qui lui sont adressées sont regroupées dans un chapitre intitulé « Diabolisation du bouc émissaire ».

## Œuvres
Jean-Yves Haberer est l'auteur d'ouvrages universitaires ou professionnels, mais aussi de mémoires et d'ouvrages de fiction.
- Jean-Yves Haberer, Monnaie et politique monétaire, Paris, Les cours de droit, 1971 (1re édition), 2 vol., 485 p.
- Jean-Yves Haberer, La fièvre atlantique, Paris, Les impressions nouvelles, 1988, 161 p. Roman composé de plusieurs récits entremêlés rappelant le style du Nouveau roman.
- Jean-Yves Haberer, Cinq ans de Crédit lyonnais (1988-1993), Paris, Ramsay, 1999, 415 p.  (ISBN 2-84114-452-6). Livre de mémoires consacré à son passage comme PDG du Crédit lyonnais et justifiant son action.
- Antoine Vivaud, Senesco, 1987-2004, Paris, Fayard, 2006, 610 p.  (ISBN 2-213-62805-X). Sous le pseudonyme de Vivaud (en latin, vivo, "je vis"), Jean-Yves Haberer livre un journal de son vieillissement pendant près de 20 ans (Senesco, en latin, "je vieillis).

Les archives professionnelles de Jean-Yves Haberer ont été versées au Centre des archives économiques et financières, organisme dépendant des Archives nationales. Il a déposé son journal auprès de l'Association pour l'autobiographie.